# Branimir Mihaljević
Branimir Mihaljević, född 8 april 1975 i Zagreb, Kroatien, SFR Jugoslavien, är en kroatisk popsångare, kompositör och musikproducent.
Branimir Mihaljević kommer från en musikalisk familj. Han är son till kompositören Mario Mihaljević och barnbarn till författaren, kompositören och journalisten Branko Mihaljević. Han släppte sitt självbetitlade debutalbum 1996.
Mihaljević har deltagit fyra gånger i den kroatiska uttagningen till Eurovision Song Contest; första gången var 1996 då han kom på 11:e plats med bidraget Zbog ljubavi. Han deltog igen 1998 och kom på 3:e plats med bidraget Daj daj. Han återkom till tävlingen 2001 och uppnådde 6:e plats med bidraget Milenij ljubavi. 2002 deltog han med bidraget Hvala ti za sve och kom på 16:e plats. Som kompositör stod han bakom låten Lako je sve som framfördes av gruppen Feminnem i Eurovision Song Contest 2010.
Mihaljević har som producent och låtskrivare samarbetat med artister som Zlatko Pejaković, Mišo Kovač, Jasmin Stavros, Hari Mata Hari, Mate Bulić, Neda Ukraden, Kemal Monteno, Severina, Tedi Spalato och Crvena Jabuka.

## Diskografi
- Branimir Mihaljević (1996)
- Ide, Ide Vrijeme (1998)
- Zidovi (2000)
- Slučajni Prolaznik (2012)